# بیا و بغلم کن
بیا و بغلم کن (کره‌ای: 이리와 안아줘; لاتین‌نویسی اصلاح‌شده: Iriwa An-ajwo) یک مجموعهٔ تلویزیونی کره جنوبی سال ۲۰۱۸ با بازی جانگ کی یونگ، جین کی جو و هو جون هو است. بیا و بغلم کن از ۱۶ مه تا ۱۹ ژوئیه ۲۰۱۸ از ام‌بی‌سی پخش شد.

## بازیگران

### اصلی
- جانگ کی یونگ در نقش چه دو جین
  - نام دا روم در نقش جوانی چه دو جین / نامو
- جین کی جو در نقش هان جه یی
  - ریو هان بی در نقش جوانی جه یی
- هو جون هو در نقش یون هی جه[۴]

## تولید
- نقش‌های اصلی در ابتدا به نام جو هیوک و به سوزی پیشنهاد شده بود اما هر دوی آنها این پیشنهاد را رد کردند.[۵]
- اولین جلسهٔ فیلمنامه خوانی بین اواخر مارس و اوایل آوریل در ایستگاه پخش تلویزیونی ام‌بی‌سی در سئول، کره جنوبی انجام شد.[۶]